# 아키미쓰 준
아키미쓰 준(일본어: 秋光 純, 1939년 ~ )은 일본의 물리학자이다. 아오야마 가쿠인 대학 이공학부 명예교수, 오카야마 대학 특임교수이며 2001년에 자수포장, 2014년에 서보중수장 등을 받았다.

## 인물
히로시마현 오사키시모섬(현: 구레시) 출신으로 도쿄 대학 대학원에서 이학계 연구과 박사과정 수료했다. 1970년대부터 초전도 연구를 계속했고 2001년 3월 1일자 영국 과학 잡지 네이처에 ‘이붕화 마그네슘에 있어서의 39K의 초전도’라는 논문을 발표했다. 구리 산화물 이외의 금속계에서는 Nb3Ge(전이온도 23K) 이래 27년 만에 고온 초전도체가 발견된 데 대해 전 세계의 주목을 받았고, 높은 평가를 받아 다수의 상을 받았다. 2014년 서보중수장을 받았다.

## 주요 경력
- 1965년 : 도쿄 대학 이학부 졸업
- 1970년 : 도쿄 대학 대학원 이학계 연구과 박사과정 수료
- 1970년 ~ 1976년 : 도쿄 대학 물성연구소 중성자회절부문 조수
- 1976년 : 아오야마 가쿠인 대학 이공학부 물리학과 조교수
- 1982년 : 아오야마 가쿠인 대학 이학부 교수
- 2001년 : ‘이붕화 마그네슘에 있어서의 39K의 초전도’ 발견[4]
- 2015년 : 아오야마 가쿠인 대학 이학부 명예교수, 오카야마 대학 특임교수

## 수상 경력
- 1997년 : 초전도 과학기술상
- 1998년 : 니시나 기념상
- 2002년 : 아사히상[5], 초전도 과학기술상
- 2003년 : Bernd T. Matthias Prize
- 2007년 : 일본 결정학회상 니시카와상
- 2008년 : James C. McGroddy Prize for New Materials(미국 물리학회)
- 2012년 : 제10회 일본 중성자과학회 특별상

### 상훈
- 2001년 : 자수포장[1]
- 2014년 : 서보중수장[2]

## 공저
- 《자연의 수수께끼와 과학의 낭만〈상〉 우주와 물질 편(自然の謎と科学のロマン〈上〉宇宙と物質・編)》(신니혼 출판사, 2003년) ISBN 978-4406030335
- 《기초의 역학 - 처음으로 물리를 배우는 사람 때문에(基礎の力学―初めて物理を学ぶひとのために)》(아사쿠라 쇼텐, 2008년) ISBN 978-4254130997
- 《초전도 핸드북(超伝導ハンドブック)》(아사쿠라 쇼텐, 2009년) ISBN 978-4254131024
- 《초전도 현상과 고온 초전도체(超伝導現象と高温超伝導体)》(엔티에스, 2013년) ISBN 978-4864690577